# ويليام دراموند
ويليام دراموند (بالإنجليزية: William Drummond)‏ هو سياسي أمريكي، ولد في 1617 في اسكتلندا في المملكة المتحدة، وتوفي في 1677 في فرجينيا في الولايات المتحدة.